# Паритет куповне моћи
Паритет куповне моћи (ПКМ; енгл. Purchasing power parity, PPP) је однос општих индекса цена међу државама који служе за корекцију службених курсева. 
Темељи се на начелу Правила једне цене које каже да се роба на свим местима мора продавати по истој цени. Уколико није тако, добит може остати неискоришћена. Рецимо, нека је нека роба скупља на једном тржишту од исте робе на другом тржишту. Неко би могао купити робу по јефтинијој цени и продати је на тржишту где је та роба скупља и тако зарадити на цени. Тај поступак остваривања користи од различитих тржишних цена назива се арбитража.
Према теорији о паритету куповне моћи валута мора имати исту куповну моћ у свим земљама, односно јединица сваке валуте мора имати исту реалну вредност у свакој земљи.